# برج مینو
برج مینو فیلمی به کارگردانی و نویسندگی ابراهیم حاتمی‌کیا و تهیه‌کنندگی مجید مدرسی و محمدمهدی دادگو محصول سال ۱۳۷۵ است.

## خلاصه فیلم
مینو که به تازگی با موسی ازدواج کرده در حال جابجا کردن جهیزیه خود در خانه جدید است. موسی طی نامه‌ای باخبر می‌شود که باید دکل ققنوس در جزیرهٔ مینو را جمع کنند. اما موسی حاضر نیست این کار را بکند و دوست دارد حالا که جنگ تمام شده او دیگر به خاطراتش برنگردد و برای ماه عسل به اصفهان برود. اما صبح زود حرکت علی‌رغم میل موسی و به اصرار مینو به جزیرهٔ مینو می‌روند و آنجا موسی در خیال به زمانی برمی گردد که با منصور، برادر مینو که در جنگ کشته شده در حال ساختن دکلی برای شناسائی بهتر دشمن هستند.

## بازیگران
- نیکی کریمی
- علی مصفا
- محمدرضا شریفی‌نیا
- پریسا شاهنده
- علی نصیریان
- مینا جعفرزاده
- توران مهرزاد
- سید جلال طباطبایی

## جشنواره‌ها
- برنده سیمرغ بلورین نمونه فیلم (آنونس) (ایرج گل‌افشان) در پانزدهمین دوره جشنواره فیلم فجر - ۱۳۷۵
- کاندیدا بهترین کارگردانی (ابراهیم حاتمی‌کیا) در ششمین دوره جشنواره دفاع مقدس - ۱۳۷۵
- کاندیدا بهترین فیلمبرداری (عزیز ساعتی) در ششمین دوره جشنواره دفاع مقدس - ۱۳۷۵
- کاندیدا بهترین صدابرداری (محمود سماک‌باشی) در ششمین دوره جشنواره دفاع مقدس - ۱۳۷۵